# 多利
多利（英語：Dolly，1996年7月5日－2003年2月14日）是应用细胞核移植技术，利用哺乳动物的成年体细胞培育出的雌性绵羊。是第一个成功克隆的哺乳动物。它是由苏格兰爱丁堡大学旗下罗斯林研究所的伊恩·威尔穆特和基思·坎贝尔，以及和PPL Therapeutics生物技术公司的领导的小组培育的。克隆的研究经费来源于PPL Therapeutics生物技术公司和英国农业部。
多莉是第一个从成年细胞克隆出来的哺乳动物。在多莉出生之前，这被认为是不可能的。科学家们认为，专门的成体细胞，即那些具有特定功能的细胞（如皮肤细胞或肝细胞），只掌握了完成这项工作的信息。多莉是从单个乳腺细胞中生长出来的，该乳腺细胞包含了创造全新绵羊的所有信息。它证明了一个哺乳动物的特异性分化的细胞也可以发展成一个完整的生物体。这引发了公众对于克隆人的想象。在受到赞誉的同时也引来了争议。它被英国广播公司和《科学美国人》等媒体称为世界上最著名的动物。
按照伊恩·威尔穆特的说法，因为多利是由乳腺细胞发育而来的，所以用胸部异常丰满的美国乡村音乐天后桃莉·巴顿的名字命名了多利。
多莉由罗斯林研究所捐赠给苏格兰国家博物馆。自2003年以来，她一直在苏格兰国家博物馆展出。

## 培育和出生

由體細胞製造複製羊的過程

多利有三个母亲：一个提供DNA，一个提供卵子，一个代孕。先從1隻懷孕的6歲白臉芬多斯母羊中取出乳房細胞，然後給乳房細胞低營養食物，讓細胞處於缺乏營養的狀態，乳房細胞在低營養狀態過一星期，細胞便會停止細胞分裂，進入靜止狀態。将黑臉的蘇格蘭羊的未受精的卵細胞的細胞核去除。將先前处理过的乳房细胞的细胞核植入该卵細胞，并以電流刺激進行細胞融合，組成一個含有新遺傳物質的卵細胞，此卵細胞在試管中不斷分裂形成胚胎。當胚胎生長到一定程度時，將其植入代理孕母的子宮內发育，最终成功分娩。该技术并不完美，许多由此得到的胚胎在发育过程中流产。多利是当时277个胚胎中唯一发育成功的。
多利出生于1996年7月5日。克隆羊成功的消息直到1997年2月22日才对外宣布，立刻引来媒体的广泛关注。通过转播，全世界都看到了多利和科学家在一起的画面。科学杂志将多利的诞生评选为该年度最重要的科技突破。

## 生活
多利一生都待在罗斯林研究所。她与一只威尔士山羊交配，先后产下六羔羊。1998年产下羔羊Bonnie，1999年产下两只羔羊Sally和Rosie，2000年产下三只羔羊Lucy、Darcy和Cotton。2001年多利患上了关节炎，后来用抗炎药物治好了。

## 死亡
2003年2月14日，多利因肺病和关节炎而死亡，只活了不到7年，而綿羊的正常壽命應該是12年左右，不過許多科學家們為多利能夠存活6年之久而感到震驚，因為克隆體的基因染色體不可避免地會產生微小的缺陷而導致基因缺陷死亡。解剖显示多利得了一种在绵羊中常见的由逆转录病毒引起的肺癌。罗斯林研究所的科学家称这并没有证据显示癌症和克隆有关。长期在室内圈养的羊更容易得这种癌症，而多利是一直被养在在室内的。
關於多利羊及其他克隆動物為何早衰，主要存在2種猜想，通稱「多利羊猜想」。一派人認為克隆動物的壽命從母體年齡算起；另一派則認為克隆動物的早衰是由技術因素導致的，即有可能透過改進技術使克隆動物更長壽，但罗斯林研究所的科学家称各种体检并未发现多利的器官有早衰的现象。
2016年，與多莉羊使用相同母羊細胞的四隻複製羊活到了正常綿羊相同的年齡，研究者測量它們的血壓與胰島素對糖的敏感度、肌肉骨骼發現牠們的身體狀況與控制組的正常綿羊沒有特別的差別，還有其他九隻處於7-9歲的克隆羊，他們的健康狀況與綿羊平均壽命的十二歲相比較，約是人類50-60歲的的年紀，這代表著複製動物在克服技術瑕疵後，能活到跟原初動物相同的年齡而有相似的壽命，載在包括自然通訊等論文。
2017年11月，发表在《科学报告》杂志上的一项研究认为多利是正常死亡，而非此前认为的患早发性骨关节炎，研究表明其骨关节炎患病率和分布情况与其他普通或克隆绵羊并无差异。

## 外部連結
- Dolly the Sheep, 1996-2000 from the Science Museum, London
- Dolly Stuffed on Display（页面存档备份，存于） Video footage of Dolly the Sheep, stuffed in the Museum of Scotland, Edinburgh
- Dolly the Sheep, 1996-2003 from the Science Museum, London
- Dolly the Sheep at the National Museum of Scotland
- Animal cloning & Dolly